# Luca Ceppitelli
Luca Ceppitelli (Castiglione del Lago, 11 agosto 1989) è un ex calciatore italiano, di ruolo difensore.

## Carriera

### Inizi
Ceppitelli è cresciuto calcisticamente nel settore giovanile del Perugia. Il 13 maggio 2007 debutta con la prima squadra in occasione della gara esterna contro il Giulianova vinta per 4-2, valevole per la 34ª ed ultima giornata del campionato di Serie C1 2006-2007.
Nel gennaio del 2009 si trasferisce in comproprietà all'Andria BAT, militante in Lega Pro Seconda Divisione. Disputa le successive due stagioni (2009-2010 e 2010-2011) in Lega Pro Prima Divisione.

### Bari
Nell'estate del 2011 si trasferisce al Bari, militante in Serie B. L'esordio nella seconda serie del campionato italiano avviene il 5 ottobre 2011, nella vittoriosa trasferta di Crotone. Mette a segno la sua prima rete in Serie B il 25 agosto 2012 alla prima giornata di campionato contro il Cittadella. Conclude la stagione con 5 gol in 37 presenze.
Durante la stagione 2013-2014, sigla 6 reti, diventando così il difensore 'goleador' del Bari, in più il 25 maggio 2014 nella quarantunesima giornata di campionato (Spezia-Bari 2-0) gioca la sua centesima partita con la maglia biancorossa. Gioca da titolare anche le tre partite di play-off disputate dai biancorossi, che vengono eliminati in semifinale dal Latina terzo in classifica.
Durante il mercato estivo il Bari e il Parma si accordano per il rinnovo della comproprietà del giocatore che rimane però in possesso della squadra emiliana in Serie A.

### Cagliari
Il 7 agosto 2014 il Cagliari comunica di avere acquistato Ceppitelli dal Parma a titolo definitivo; il 31 agosto fa il suo esordio in Serie A, nella partita pareggiata per 1-1 sul campo del Sassuolo. Nella sua prima stagione in maglia rossoblu, conclusasi con la retrocessione in Serie B, totalizza 27 presenze tra campionato e coppa nazionale.
Il 25 agosto 2015 viene sottoposto a un intervento chirurgico per un'ernia inguinale. L'operazione lo tiene lontano dal campo di gioco fino all'ottobre successivo, quando fa il suo esordio stagionale in Cagliari-Cesena (3-1), gara valida per la settima giornata del campionato cadetto italiano. Il 2 novembre va in rete per la prima volta con la casacca rossoblù, nel posticipo di serie B contro il Vicenza (2-0). Con 26 presenze e un gol contribuisce al ritorno del Cagliari in Serie A, vincendo il campionato cadetto.
Il 4 novembre 2017 segna il suo primo gol in Serie A in occasione di Cagliari-Verona (2-1). Nel finale di stagione mette a segno altre 2 decisive reti per la salvezza dei sardi: alla 34ª in uno degli scontri diretti contro l'Udinese ed alla 38ª e ultima giornata contro l'Atalanta (in realtà poi ininfluente, vista la contemporanea sconfitta del Crotone a Napoli).
Il 15 settembre 2019, nella partita Parma-Cagliari (1-3), realizza la sua prima doppietta in Serie A.
Dal 30 giugno 2022 è svincolato dopo la retrocessione e la scadenza del contratto con il Cagliari con cui in 8 anni ha collezionato 187 presenze.

### Venezia e Feralpisalò
Il 5 ottobre 2022, dopo un inizio di stagione da svincolato, si accorda con il Venezia, militante in Serie B, con cui sottoscrive un contratto fino a fine stagione.
Il 4 luglio 2023, viene acquistato a parametro zero dalla Feralpisalò, neopromossa in Serie B. Lungo la stagione, colleziona 32 presenze e due assist, pur non riuscendo a evitare la retrocessione in terza serie dei gardesani.

### Südtirol
Il 5 luglio 2024, viene acquistato a parametro zero dal Südtirol, sempre in Serie B, con cui firma un contratto annuale.

## Statistiche

### Presenze e reti nei club
Statistiche aggiornate al 14 maggio 2025.
| Stagione          | Squadra           | Campionato        | Campionato | Campionato | Coppe nazionali | Coppe nazionali | Coppe nazionali | Coppe continentali | Coppe continentali | Coppe continentali | Altre coppe | Altre coppe | Altre coppe | Totale | Totale |
| Stagione          | Squadra           | Comp              | Pres       | Reti       | Comp            | Pres            | Reti            | Comp               | Pres               | Reti               | Comp        | Pres        | Reti        | Pres   | Reti   |
| ----------------- | ----------------- | ----------------- | ---------- | ---------- | --------------- | --------------- | --------------- | ------------------ | ------------------ | ------------------ | ----------- | ----------- | ----------- | ------ | ------ |
| 2006-2007         | Perugia           | C1                | 1          | 0          | CI+CI-C         | -               | -               | -                  | -                  | -                  | -           | -           | -           | 1      | 0      |
| 2007-2008         | Perugia           | C1                | 0          | 0          | CI-C            | -               | -               | -                  | -                  | -                  | -           | -           | -           | 0      | 0      |
| 2008-gen. 2009    | Perugia           | 1D                | 0          | 0          | CI+CI-C         | -               | -               | -                  | -                  | -                  | -           | -           | -           | 0      | 0      |
| Totale Perugia    | Totale Perugia    | Totale Perugia    | 1          | 0          |                 | -               | -               |                    | -                  | -                  |             | -           | -           | 1      | 0      |
| gen.-giu. 2009    | Andria BAT        | 2D                | 7+1        | 0          | CI-LP           | -               | -               | -                  | -                  | -                  | -           | -           | -           | 8      | 0      |
| 2009-2010         | Andria BAT        | 1D                | 23+2       | 0          | CI-LP           | -               | -               | -                  | -                  | -                  | -           | -           | -           | 25     | 0      |
| 2010-2011         | Andria BAT        | 1D                | 29         | 3          | CI-LP           | -               | -               | -                  | -                  | -                  | -           | -           | -           | 29     | 3      |
| Totale Andria BAT | Totale Andria BAT | Totale Andria BAT | 59+3       | 3          |                 | -               | -               |                    | -                  | -                  |             | -           | -           | 62     | 3      |
| 2011-2012         | Bari              | B                 | 25         | 0          | CI              | 2               | 0               | -                  | -                  | -                  | -           | -           | -           | 27     | 0      |
| 2012-2013         | Bari              | B                 | 37         | 5          | CI              | 1               | 0               | -                  | -                  | -                  | -           | -           | -           | 38     | 5      |
| 2013-2014         | Bari              | B                 | 38+3       | 6          | CI              | 1               | 0               | -                  | -                  | -                  | -           | -           | -           | 42     | 6      |
| Totale Bari       | Totale Bari       | Totale Bari       | 100+3      | 11         |                 | 4               | 0               |                    | -                  | -                  |             | -           | -           | 107    | 11     |
| 2014-2015         | Cagliari          | A                 | 25         | 0          | CI              | 2               | 0               | -                  | -                  | -                  | -           | -           | -           | 27     | 0      |
| 2015-2016         | Cagliari          | B                 | 26         | 1          | CI              | 0               | 0               | -                  | -                  | -                  | -           | -           | -           | 26     | 1      |
| 2016-2017         | Cagliari          | A                 | 19         | 0          | CI              | 1               | 0               | -                  | -                  | -                  | -           | -           | -           | 20     | 0      |
| 2017-2018         | Cagliari          | A                 | 27         | 3          | CI              | 0               | 0               | -                  | -                  | -                  | -           | -           | -           | 27     | 3      |
| 2018-2019         | Cagliari          | A                 | 24         | 1          | CI              | 2               | 0               | -                  | -                  | -                  | -           | -           | -           | 26     | 1      |
| 2019-2020         | Cagliari          | A                 | 16         | 2          | CI              | 1               | 0               | -                  | -                  | -                  | -           | -           | -           | 17     | 2      |
| 2020-2021         | Cagliari          | A                 | 19         | 0          | CI              | 1               | 0               | -                  | -                  | -                  | -           | -           | -           | 20     | 0      |
| 2021-2022         | Cagliari          | A                 | 24         | 1          | CI              | 1               | 0               | -                  | -                  | -                  | -           | -           | -           | 25     | 1      |
| Totale Cagliari   | Totale Cagliari   | Totale Cagliari   | 180        | 8          |                 | 8               | 0               |                    | -                  | -                  |             | -           | -           | 188    | 8      |
| ott. 2022-2023    | Venezia           | B                 | 22         | 0          | CI              | -               | -               | -                  | -                  | -                  | -           | -           | -           | 22     | 0      |
| 2023-2024         | Feralpisalò       | B                 | 30         | 0          | CI              | 2               | 0               | -                  | -                  | -                  | -           | -           | -           | 32     | 0      |
| 2024-2025         | Südtirol          | B                 | 10         | 0          | CI              | 1               | 0               | -                  | -                  | -                  | -           | -           | -           | 11     | 0      |
| Totale carriera   | Totale carriera   | Totale carriera   | 398+6      | 22         |                 | 15              | 0               |                    | -                  | -                  |             | -           | -           | 419    | 22     |

## Palmarès

### Club

#### Competizioni nazionali
- Campionato italiano di Serie B: 1

Cagliari: 2015-2016

## Filmografia
- 2015 - Una meravigliosa stagione fallimentare